# 50. македонска дивизија НОВЈ
Педесета македонска дивизија НОВЈ формирана је 17. септембра 1944. године у селу Митрашинци код Берова. При оснивању, у њен су састав ушле Четврта, Тринаеста и Четрнаеста македонска бригада. У првој половини октобра 1944. године, у њен су састав ушле Деветнаеста македонска бригада и Артиљеријска бригада, док је Четврта бригада ушла у састав 51. македонске дивизије.
У саставу Брегалничко-струмичког корпуса, водила је борбе против немачких јединица на путу Валандово-Струмица-Берово. Ослободила је Берово и Пехчево 13. октобра, Кочане 22. октобра, села у долини реке Брегалнице и Штип 8. новембра, те Свети Николе 9. новембра.
Током борби за ослобођење Скопља, водила је борбе код хидроцентрале Матка, након чега је ослободила и Тетово 19. новембра 1944. године. У децембру исте године је била расформирана.